# Vyškov (zámek)
Vyškovský zámek je původně gotický hrad ve Vyškově přestavěný na renesanční zámek olomouckých biskupů.

## Historie
Impulsem ke vzniku hradu bylo pravděpodobně zničení biskupského hradu Melice husity po roce 1423. Roku 1449 se již ve Vyškově připomíná nová tvrz.
Při obsazení města vojskem krále Jiřího byl hrad poškozen a následně po roce 1470 obnoven olomouckým biskupem Protasiem Černohorským z Boskovic. Z této doby pochází tři erbovní desky na věži zámku. Další stavební úpravy zadal biskup Stanislav I. Thurzo. 
Do dnešní podoby byl zámek přebudován za biskupa Karla II. z Liechtenštejna-Kastelkornu dle projektu architekta Giovanniho Pietra Tencally. Přestavba probíhala ve dvou etapách, dvoupatrový trakt zámku byl upravován v letech 1665 až 1675, nový trakt vznikl v letech 1680 až 1682. V zámku tehdy byla obrazárna a divadelní sál. Slavné období ukončil požár v roce 1753. 
V roce 1774 zde byla vojenská nemocnice. V roce 1928 byl zámek prodán zemi Moravskoslezské a byla zde zřízena Zemská hospodyňská škola. V roce 1948 byla v zadní budově otevřena obrazárna a od roku 1954 tu jsou muzejní expozice.

## Galerie

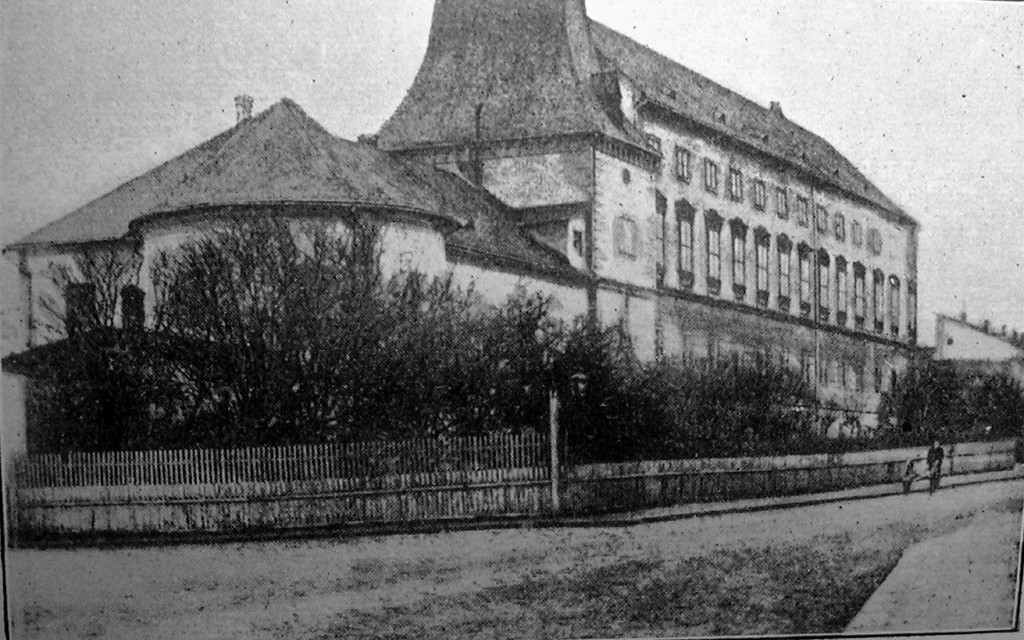
Zámek před požárem 1915
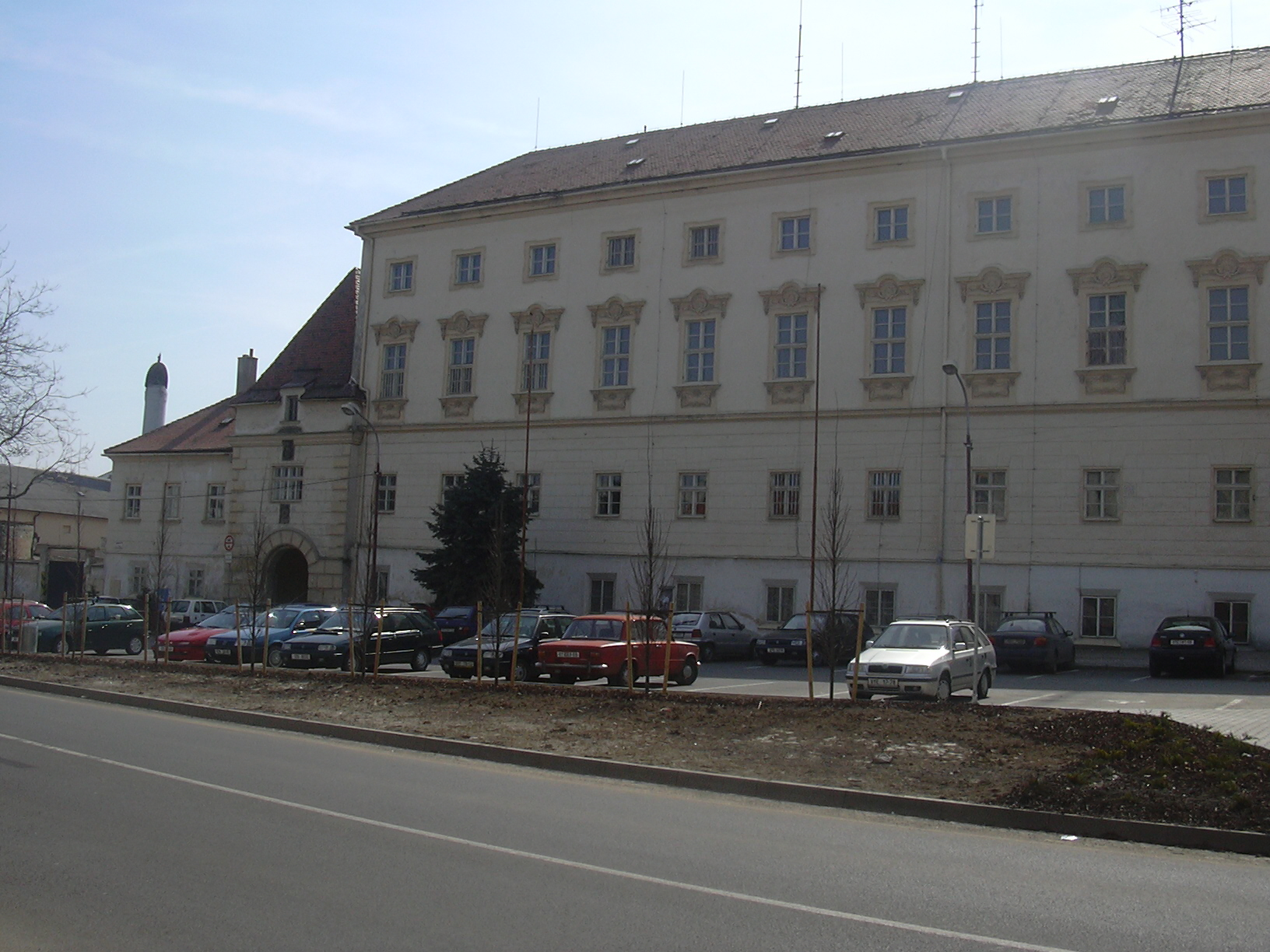
Zámek 2007
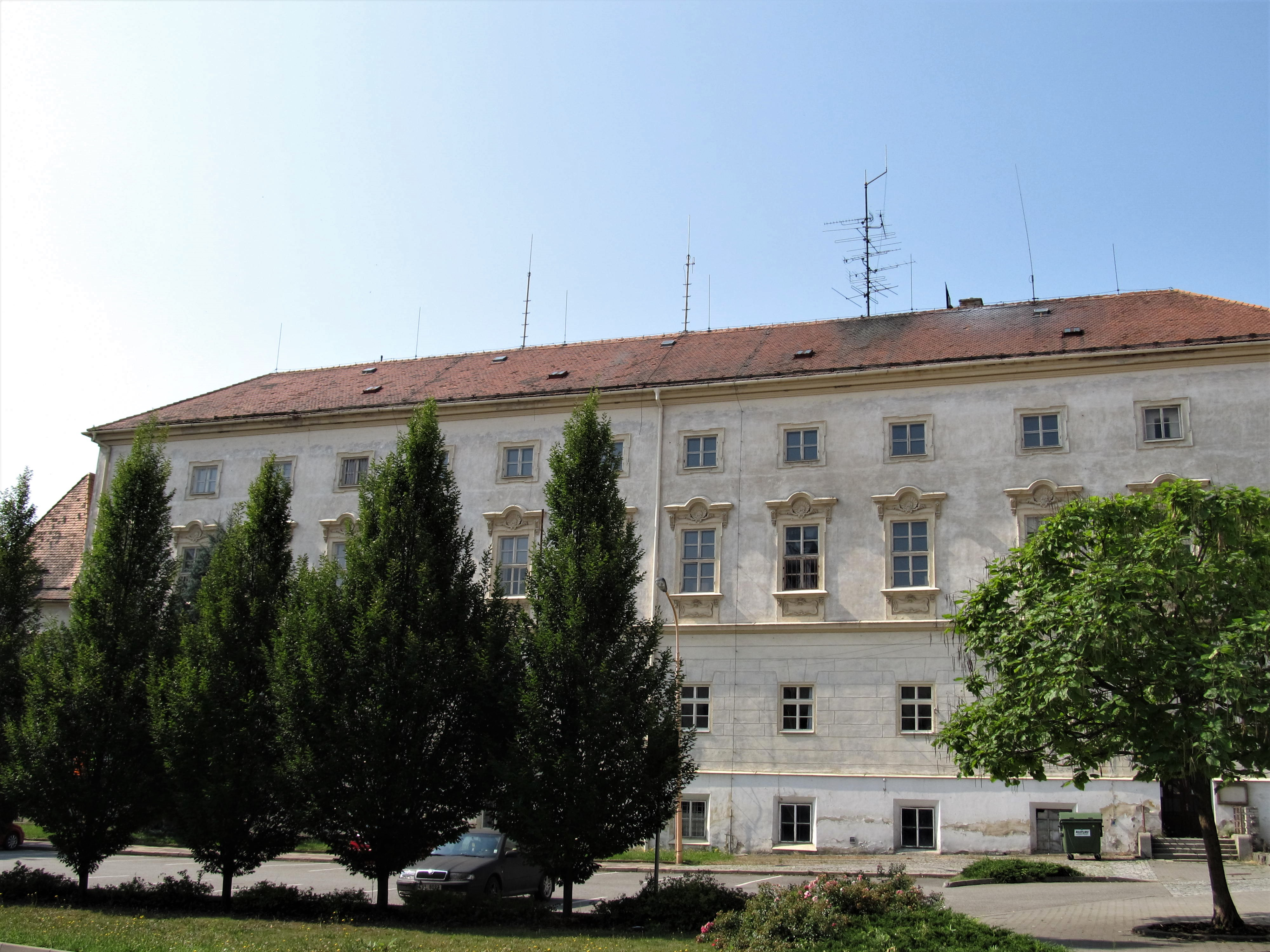
Hlavní budova zámku pohledem z Nádražní ulice
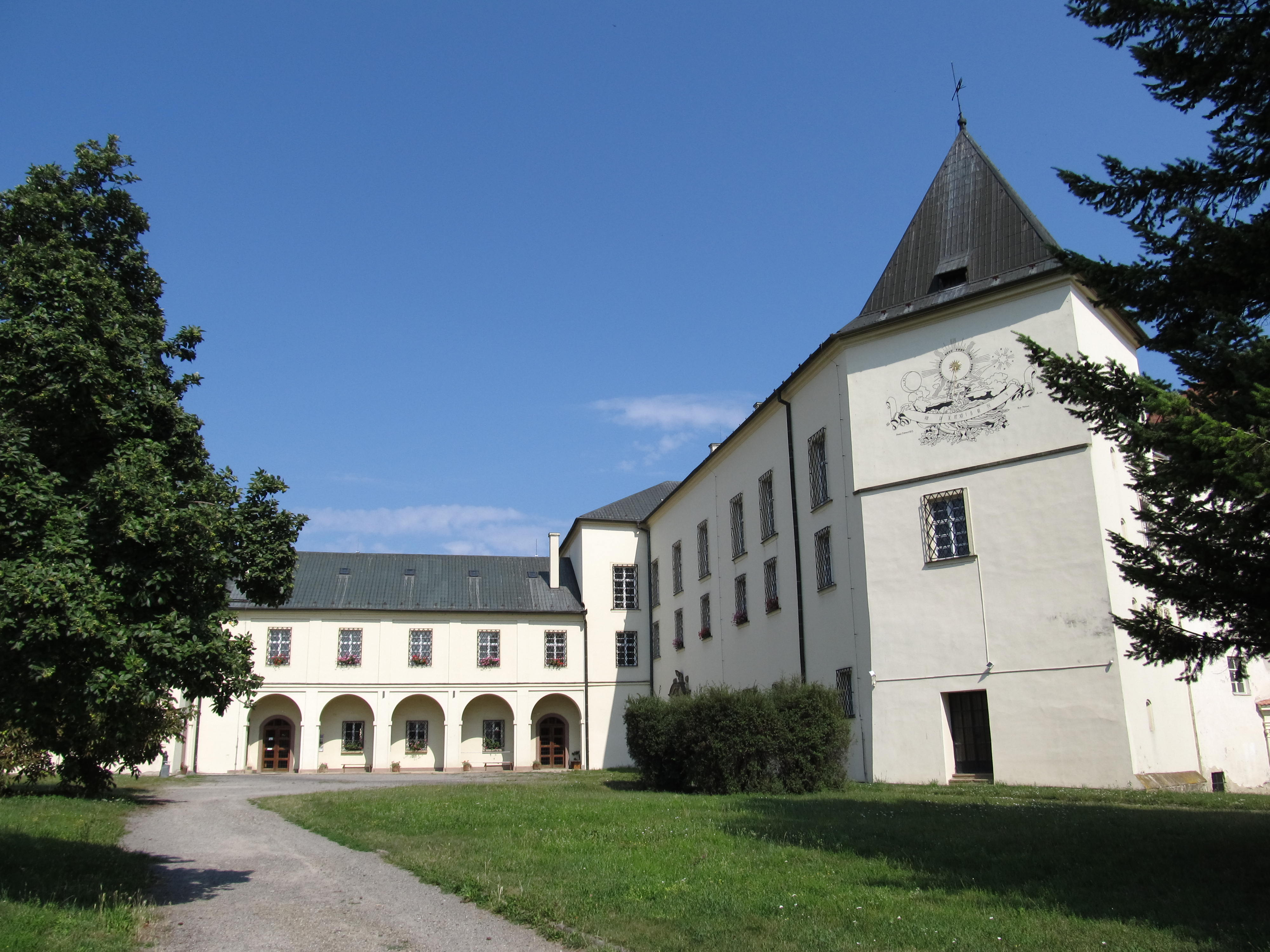
Nádvoří zámku
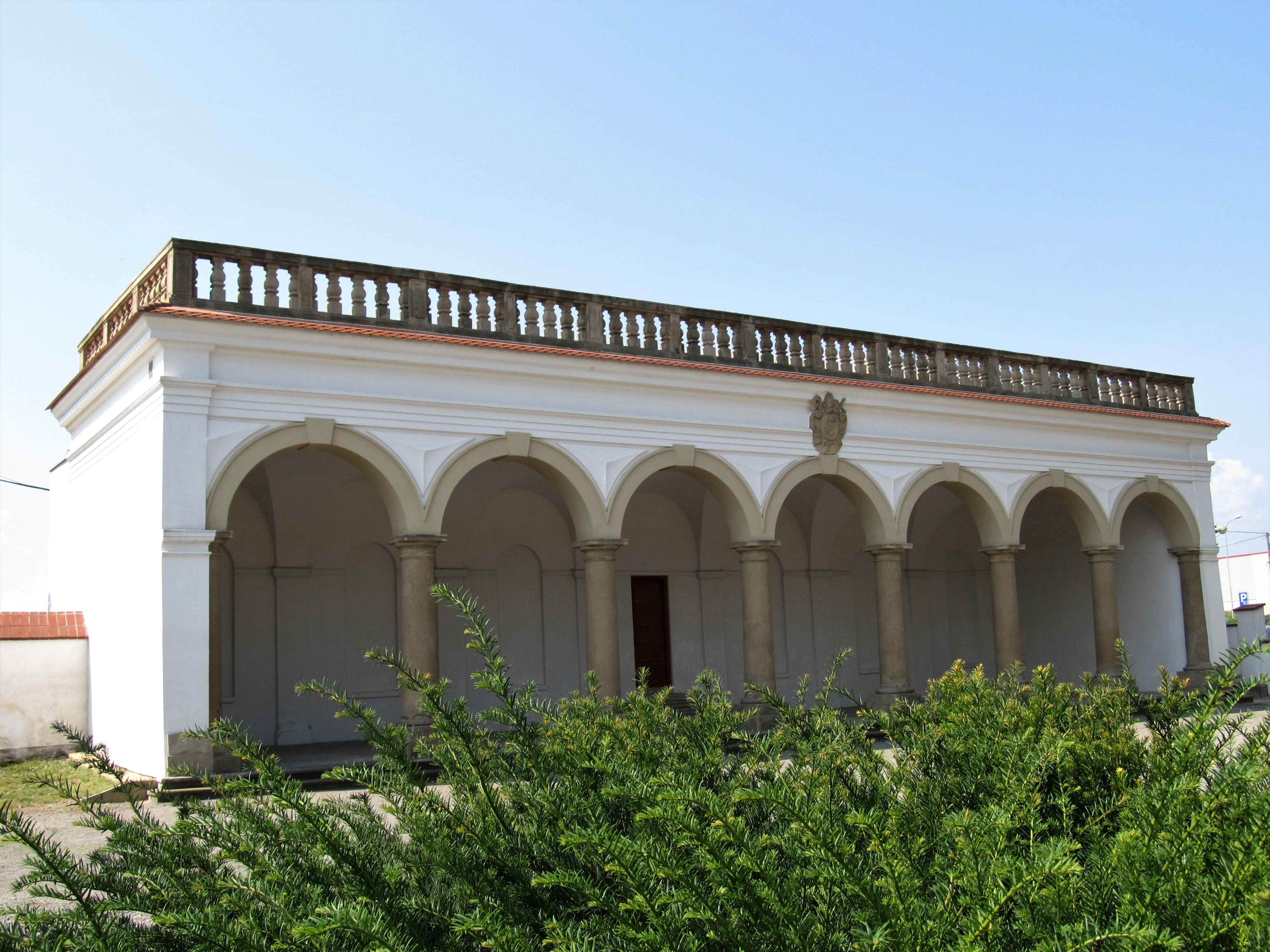
Barokní lodžie v zámecké zahradě
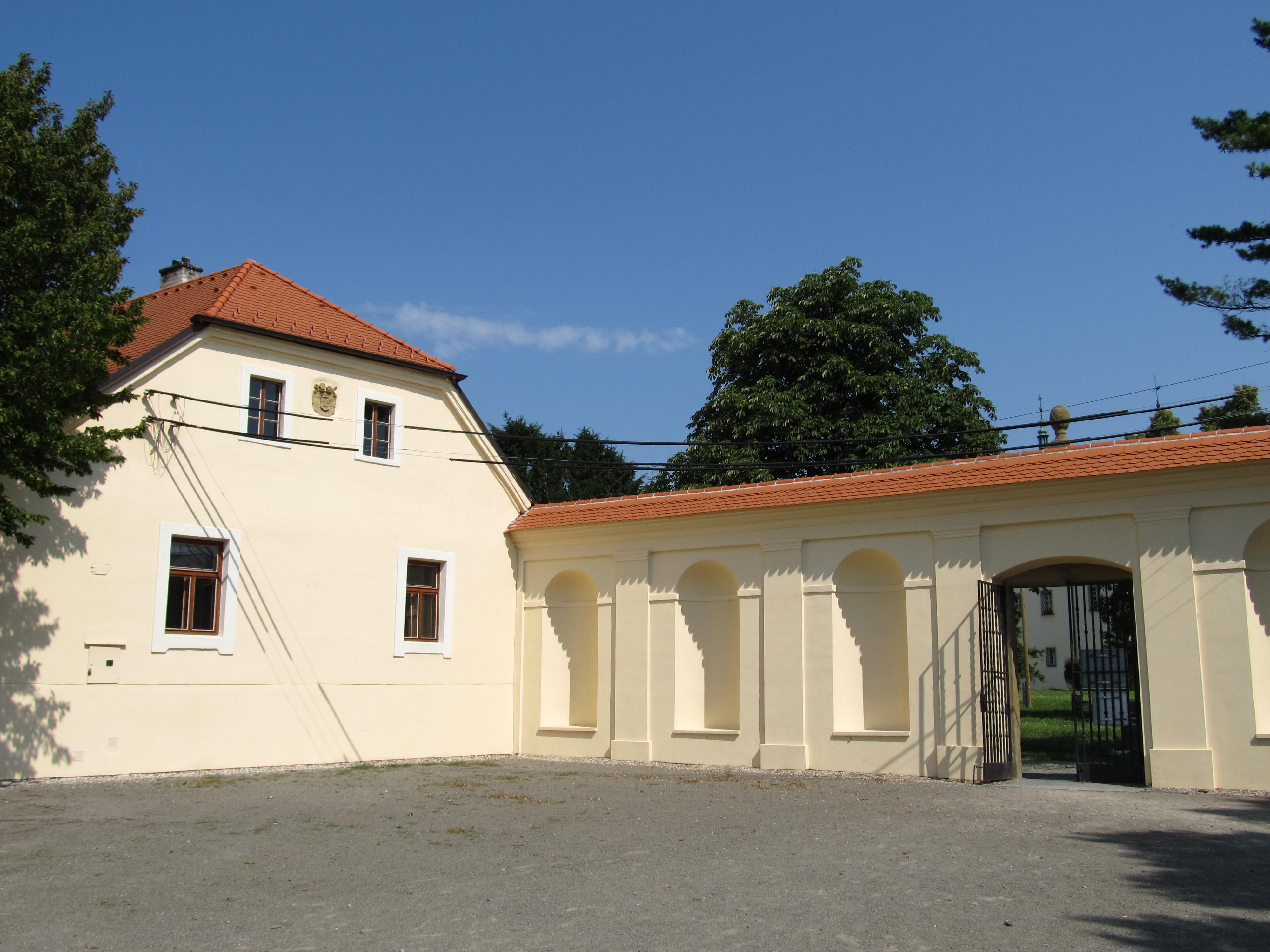
Vstup do zámecké zahrady